# Dème de Messátida
Le dème de Messátida, en grec moderne : Δήμος Μεσσάτιδος / Dímos Messátidos, est un ancien dème du district régional d'Achaïe, en Grèce-Occidentale. Depuis 2010, il est fusionné au sein du dème de Patras.
Selon le recensement de 2011, la population du dème compte 13 852 habitants.